# Dyspessacossus
Dyspessacossus este un gen de insecte lepidoptere din familia Cossidae.

Cladograma conform Catalogue of Life:
| Dyspessacossus | \| \| Dyspessacossus ahmadi \| \| \| \| \| \| Dyspessacossus fereidun \| \| \| \| \| \| Dyspessacossus hadjiensis \| \| \| \| |
|                | \| \| Dyspessacossus ahmadi \| \| \| \| \| \| Dyspessacossus fereidun \| \| \| \| \| \| Dyspessacossus hadjiensis \| \| \| \| |
|                | Dyspessacossus ahmadi |
|                | |
|                | Dyspessacossus fereidun |
|                | |
|                | Dyspessacossus hadjiensis |
|                | |